# CVCC

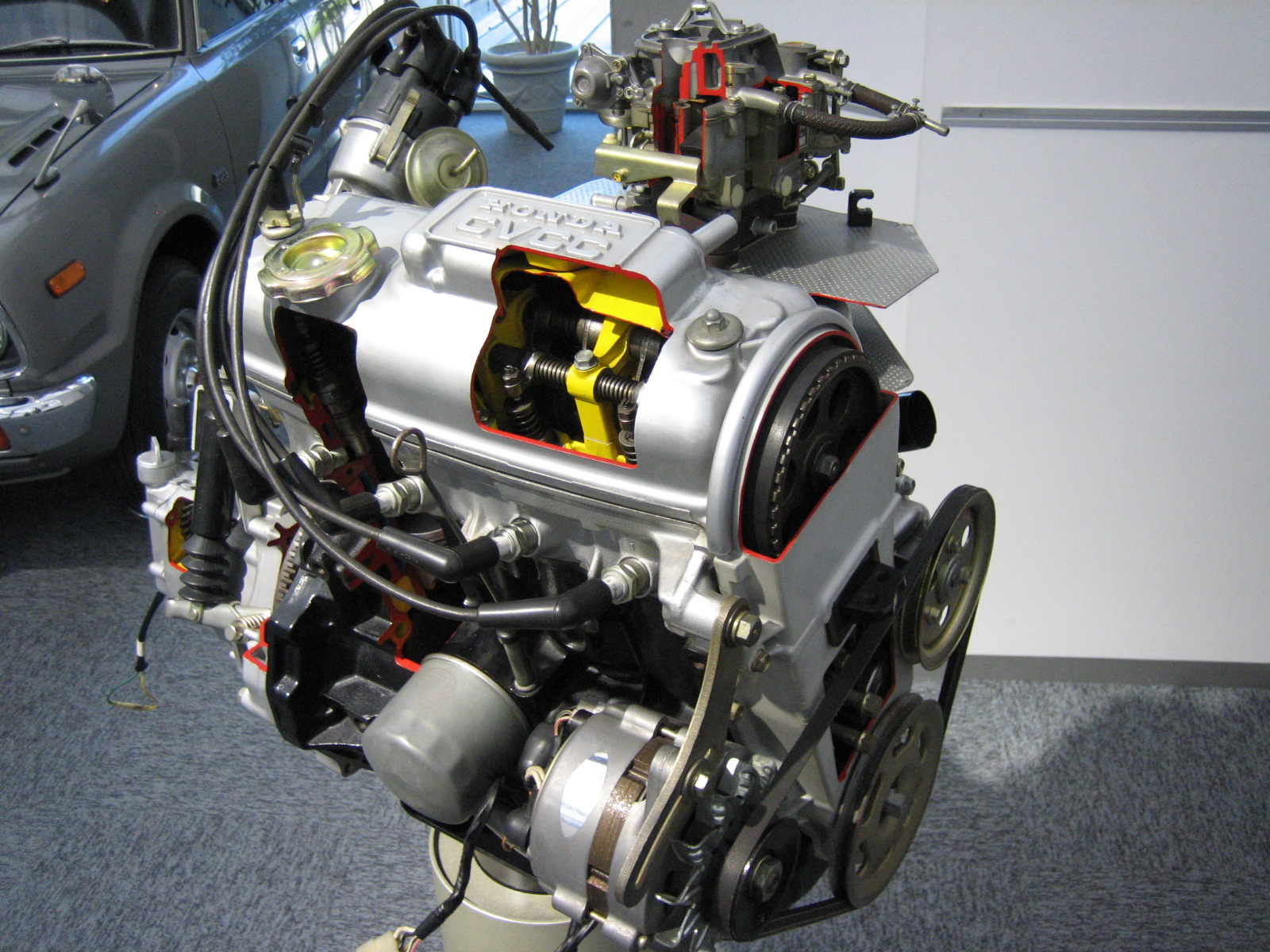
Двигатель Honda Civic с технологией CVCC

CVCC или Compound Vortex Controlled Combustion (яп. 複合渦流調整燃焼方式, хепбёрн Fukugō Uzuryū Chōsei Nenshō Hōshiki) — технология двигателей внутреннего сгорания, разработанная и зарегистрированная японской компанией Honda Motor Company. Название технологии указывает на её основные особенности:
- Compound — использование двух камер сгорания
- Vortex — вихрь, генерируемый в основной камере сгорания и увеличивающий скорость сгорания.
- Controlled Combustion — своевременное, контролируемое сгорание.

В двигателях новаторски применялся вторичный, меньший по размеру впускной коллектор для подачи более богатой воздушно-топливной смеси в камеру сгорания вокруг свечи зажигания, в то время как стандартный впускной клапан подавал обеднённую воздушно-топливную смесь в остальную часть камеры, создавая эффективное и полное сгорание.

## История
После создания компанией Honda в 1965 году «Исследовательской группы по загрязнению воздуха» (англ. «Air Pollution Research Group»), сбора данных о выбросах от американских автопроизводителей и последующих исследований в области контроля выбросов и непрямого впрыска, первое упоминание о технологии CVCC было сделано Соитиро Хондой 12 февраля 1971 года в зале Федерации экономических организаций в Отэмати, Тиёда-ку, Токио.
По совету профессора Токийского университета Цуёси Асанумы (Tsuyoshi Asanuma), директора по исследованиям и разработкам Honda Тасуку Датэ (Tasuku Date), руководителя исследовательского блока двигателей Сидзуо Яги (Shizuo Yagi) и главного инженера инженерного проектирования Кадзуо Накагава (Kazuo Nakagawa) были начаты исследования в области сжигания обеднённой смеси. После того, как Дат предложил использовать форкамеру, применявшуюся в некоторых дизельных двигателях, первым двигателем, изготовленным по технологии CVCC, стал одноцилиндровый 300-кубовый EA, который в январе 1970 года был установлен на модифицированный хетчбэк Honda N600. Эта технология позволила автомобилям Honda соответствовать японским и американским стандартам выбросов в 1970-х годах без необходимости применения каталитического нейтрализатора.

## Эксплуатация
Двигатели Honda CVCC имеют нормальные впускные и выпускные коллекторы, а также небольшой вспомогательный впускной клапан. На такте впуска в основную камеру сгорания втягивается большое количество обеднённой смеси. В это же время в предварительную камеру возле свечи зажигания втягивается очень небольшое количество обильной смеси. Предварительная камера рядом со свечой зажигания удерживается небольшой перфорированной металлической пластиной. В конце такта сжатия форкамера богата топливом, в основной камере возле выхода форкамеры находится умеренно богатая смесь, а остальная часть основной камеры достаточно обеднённая. При воспламенении фронты пламени выходят из отверстий и воспламеняют оставшуюся часть воздушно-топливного заряда. Когда свеча зажигания в предварительной камере воспламеняется, богатая смесь легко воспламеняется, и пламя распространяется оттуда в основную камеру, воспламеняя смесь настолько беднее, что она не смогла бы удовлетворительно воспламениться с помощью одной свечи зажигания. Остальной цикл двигателя соответствует стандартному четырёхтактному двигателю.
Образование окиси углерода и углеводородов сводится к минимуму за счёт общей бедности смеси, а стабильное и медленное горение в основной камере сгорания поддерживает пиковую температуру на низком уровне, достаточном для подавления образования оксидов азота, в то время как средняя температура остаётся достаточно высокой, чтобы обеспечить низкие выбросы углеводородов. Конструкция позволяла двигателю сжигать меньше топлива более эффективно без использования клапана рециркуляции выхлопных газов или каталитического нейтрализатора, хотя эти методы были установлены впоследствии для дальнейшего снижения выбросов.

## Преимущества
Наиболее значительное преимущество CVCC — позволение применения карбюраторных двигателей, которые не полагались на впускной вихрь. Прежние двигатели со стратифицированным наддувом нуждались в дорогостоящих системах впрыска топлива. Кроме того, разделение было сохранено благодаря форме камеры сгорания. Необходимо было модифицировать только головку блока цилиндров.

## Недостатки
Некоторые двигатели CVCC ранних выпусков имели проблемы с вибрацией стопорных хомутов вспомогательных клапанов. После откручивания масло вытекало из клапанного механизма в форкамеру, вызывая внезапную потерю мощности и большое количество дыма из выхлопной трубы. Эти симптомы обычно указывают на выход из строя критических сальников в двигателе, что приведёт к дорогостоящему ремонту. Однако решение оказалось довольно простым; компания Honda исправила проблему с металлическими стопорными кольцами, которые соскальзывали через стопорные кольца клапанов и не позволяли им сойти с резьбы.

## CVCC-II
С 1983 года технология CVCC применялась в автомобилях Honda Prelude в сочетании с каталитическим нейтрализатором для снижения выбросов. Вместо одного, прогрессивного карбюратора с двумя дроссельными заслонками, применялось два отдельных карбюратора с боковой тягой. Такая система получила название CVCC-II или COMBAX (COMpact Blazing-combustion AXiom). В 1984 году была использована стандартная конструкция головки блока цилиндров, а центральный карбюратор (обеспечивающий богатую смесь) был удалён. В представленном в ноябре 1981 года Honda City AA также применялся двигатель CVCC-II под названием ER.

## Двигатели CVCC
| Серия        | Объём            | Клапанный механизм | Топливная система                                                       | Мощность | Крутящий момент | Применения |
| ------------ | ---------------- | ------------------ | ----------------------------------------------------------------------- | --- | --- | --- |
| ED           | 1,5 л (1487 см3) | SOHC (12 клапанов) | Трёхкамерный карбюратор                                                 | 39 кВт (52 л. с.) при 5000 об/мин | 92 Н⋅м при 3000 об/мин | 1975 Honda Civic CVCC (ED1) 1975 Honda Civic Wagon (ED2) 1976—1979 Honda Civic CVCC (ED3) 1976—1979 Honda Civic Wagon (ED4) |
| EF           | 1,6 л (1598 см3) | SOHC (12 клапанов) | Трёхкамерный карбюратор                                                 | 51 кВт (68 л. с.) при 5000 об/мин | 115 Н⋅м при 3000 об/мин | 1976—1978 USDM Honda Accord CVCC                                                                                            |
| EJ           | 1,3 л (1335 см3) | SOHC (12 клапанов) | Трёхкамерный карбюратор                                                 | 51 кВт (68 л. с.) при 5000 об/мин | 104 Н⋅м при 3000 об/мин | 1980 Honda Civic (EJ1) 1980 Honda Ballade (EJ1) 1980 Triumph Acclaim (EJ1) 1981—1983 Honda Civic CVCC (EJ1)                 |
| EK           | 1,8 л (1751 см3) | SOHC (12 клапанов) | Трёхкамерный карбюратор                                                 | 54 кВт (72 л. с.) при 4500 об/мин (шестилинейная головка блока цилиндров, 1979—1980) 56 кВт (75 л. с.) при 4500 об/мин (восьмилинейная головка блока цилиндров, 1980—1981) | 127 Н⋅м при 3000 об/мин (шестилинейная головка блока цилиндров, 1979—1980) 130 Н⋅м при 3000 об/мин (восьмилинейная головка блока цилиндров, 1980—1981) | 1979—1983 USDM Honda Accord CVCC 1979—1982 USDM Honda Prelude CVCC 1981—1985 JDM Honda Vigor                                |
| EM           | 1,5 л (1487 см3) | SOHC (12 клапанов) | Трёхкамерный карбюратор                                                 | 39 кВт (52 л. с.) при 5000 об/мин (1980) 47 кВт (63 л. с.) при 5000 об/мин (1981—1983) | 92 Н⋅м при 3000 об/мин (1980) 104 Н⋅м при 3000 об/мин (1981—1983) | 1980—1983 Honda Civic (EM1)                                                                                                 |
| EP           | 1,6 л (1601 см3) | SOHC (8 клапанов)  | Двухкамерный карбюратор                                                 | 66 кВт (89 л. с.) при 5500 об/мин | 129 Н⋅м при 3500 об/мин | 1980—1985 Honda Quint 1980—1981 Honda Accord                                                                                |
| ER (CVCC-II) | 1,2 л (1231 см3) | SOHC (12 клапанов) | Однокамерный карбюратор Двухкамерный карбюратор                         | 33 кВт (44 л. с.) при 4500 об/мин (однокамерный карбюратор, EU) 41 кВт (55 л. с.) при 5000 об/мин (однокамерный карбюратор, EU, Super Fuel) 45 кВт (60 л. с.) при 5000 об/мин (двухкамерный карбюратор, JDM, Pro) 46 кВт (62 л. с.) при 5000 об/мин (двухкамерный карбюратор, JDM) 49 кВт (66 л. с.) при 5000 об/мин (двухкамерный карбюратор, JDM, R (МКПП) и кабриолет) | 82 Н⋅м при 2500 об/мин (однокамерный карбюратор, EU) 93 Н⋅м при 3500 об/мин (однокамерный карбюратор, EU, Super Fuel) 96 Н⋅м при 3000 об/мин (двухкамерный карбюратор, JDM, Pro) 98 Н⋅м при 3000 об/мин (двухкамерный карбюратор, JDM) 98 Н⋅м при 3000 об/мин (двухкамерный карбюратор, JDM, R (МКПП) и кабриолет) | 1981—1986 Honda City |
| ES (CVCC-II) | 1,8 л (1829 см3) | SOHC (12 клапанов) | Карбюраторы с двойной боковой тягой (ES1) Трёхкамерный карбюратор (ES2) | 75 кВт (100 л. с.) при 5500 об/мин (ES1) 64 кВт (86 л. с.) при 5800 об/мин (ES2) | 141 Н⋅м при 4000 об/мин (ES1) 134 Н⋅м при 3500 об/мин (ES2) | 1983—1984 Honda Prelude (ES1) 1984—1985 Honda Accord (ES2)                                                                  |
| EV           | 1,3 л (1342 см3) | SOHC (12 клапанов) | Трёхкамерный карбюратор                                                 | 45 кВт (60 л. с.) при 5500 об/мин (USDM) 59 кВт (79 л. с.) при 6000 об/мин (JDM) 52 кВт (70 л. с.) при 6000 об/мин (Rover 213) | 99 Н⋅м при 3500 об/мин (USDM) 111 Н⋅м при 3500 об/мин (JDM) | 1983—1986 Honda Civic (EV1) 1983—1986 Honda CR-X (EV1) 1984—1990 Rover 213 (EV2)                                            |
| EW           | 1,5 л (1488 см3) | SOHC (12 клапанов) | Трёхкамерный карбюратор                                                 | 43—57 кВт (58—76 л. с.) | 108—114 Н⋅м | 1984—1985 Honda Civic/CR-X DX (EW1) 1984—1986 Honda Civic (EW1) 1984—1986 Honda Shuttle (EW1)                               |
| EY           | 1,6 л (1598 см3) | SOHC (12 клапанов) | Карбюратор                                                              | 69 кВт (93 л. с.) при 5800 об/мин | 133 Н⋅м при 3500 об/мин | 1983 Honda Accord 1600 E-AC                                                                                                 |